# 78115 Skiantonucci
78115 Skiantonucci è un asteroide della fascia principale. Scoperto nel 2002, presenta un'orbita caratterizzata da un semiasse maggiore pari a 3,1112182 UA e da un'eccentricità di 0,0593639, inclinata di 9,89334° rispetto all'eclittica.
L'asteroide è dedicato all'astrofisico statunitense Robert "Ski" Antonucci.